# Kozlov (Ještědsko-kozákovský hřbet)
Kozlov (606 m n. m.) je vrch v na rozhraní okresů Semily (Liberecký kraj) a Jičín (Královéhradecký kraj). Leží asi 1 km jjz. od Košova, na katastrálním území Košov a Kněžnice. Na vrcholu leží stejnojmenný hrad.

## Popis vrchu

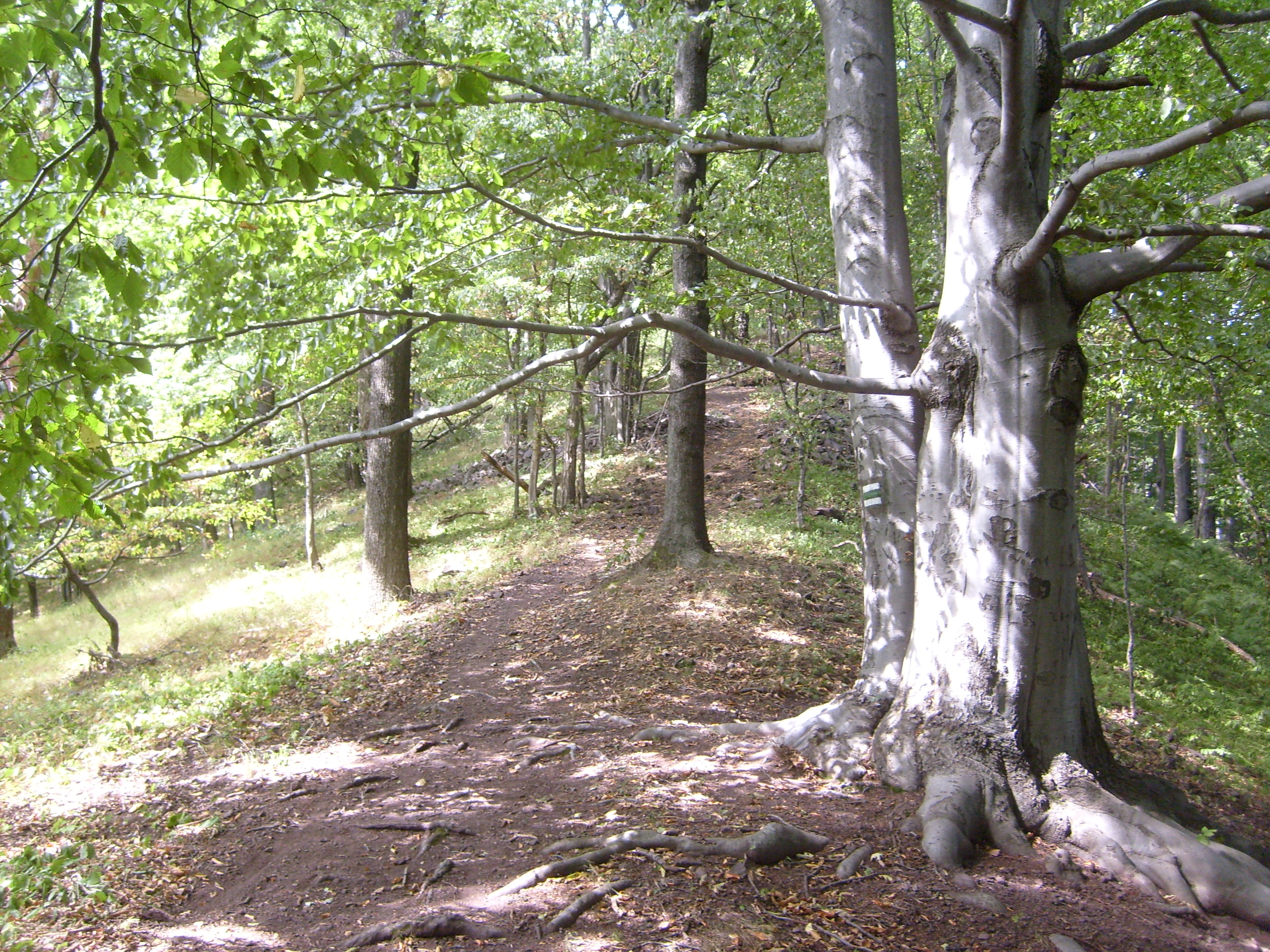
Stezka po hřbetnici Kozlova

Kozlov tvoří výrazný jihovýchodní okraj mohutné plošiny s vrcholem Ředice. Je součástí Cidlinského hřebene (přírodní památka), jenž na jjv. konci oddělen průlomovým údolím Cidliny na druhé straně údolí pokračuje hřbetním vrchem Hůra (519 m n. m).
Ve výchozech čedičového tělesa a v sutích na úbočí Kozlova se v dutinách nacházejí nerosty podkrkonošské melafyrové asociace. Především se zde vyskytují geody s ametystem, acháty a chalcedony. Výskyt jaspisu je vzácnější.

## Zbytky hradu
Na vrcholu Kozlova podle historických záznamů stával středověký hrad (postaven ve 14. století). Roku 1442 byl prý dobyt husitským vojskem a od roku 1462 je již připomínán jako pustý. Zachovalo se nepravidelné oválné hradiště se zbytky hradby po obvodu a vstupem do podzemní chodby. Hrad byl na západní straně opevněn příkrým srázem, na ostatních stranách mohutným příkopem a valem, na jihu zdvojeným.

## Geomorfologické zařazení
Vrch náleží do celku Ještědsko-kozákovský hřbet, podcelku Kozákovský hřbet, okrsku Táborský hřbet, podokrsku Rváčovský hřbet a části Košovský hřbet.

## Přístup
Po hřbetnici Kozlova vede zelená turistická trasa z Morcinova do železniční zastávky Cidlina a dále do Kněžnice. Nejblíže automobilem lze přijet k rozcestí U Peklovsi, kde se zelená trasa kříží s modrou a poblíž vede železniční trať 064.